# Elşən Mansurov
Elşən Məmməd oğlu Mansurov (Elshan Mansurov; * 30. Dezember 1962) ist ein aserbaidschanischer Kamantschespieler.
Der jüngere Bruder des Tarspielers Malik Mansurov besuchte gleich diesem das Konservatorium und dann die Staatliche Musikschule in Baku (1985 bis 1990). Seit 1986 gehören beide dem Mugham-Trio Alim Qasımovs an. Als Solist trat Mansurov u. a. in den USA, Frankreich, Deutschland, England, Belgien, Holland, Spanien, Dänemark, Schweden, Finnland, Italien, Brasilien, im Iran, der Türkei, in Tunesien und Russland auf.  Seit 1990 ist er Professor an der Musikakademie in Baku. 2010 wurde er als Verdienter
Künstler der Republik Aserbaidschan ausgezeichnet.